# Angelos Chaniōtīs
Angelos Chaniōtīs (in greco Άγγελος Χανιώτης?; Atene, 8 novembre 1959) è uno storico greco.
Membro dell'Istituto archeologico germanico, è stato uno dei redattori della rivista accademica di archeologia Mnemosyne.

## Biografia
Ha conseguito la laurea in storia presso l'Università di Atene nel 1984 e due anni dopo il dottorato ad Heidelberg. Nel 1992 ha ottenuto l'abilitazione all'insegnamento universitario presso il medesimo istituto. È stato ricercatore ospite presso la New York University dal 1993 al 1998 e all'All Souls College di Oxford dal 2006 al 2010.
Docente ad Heidelberg dal 1987 al 2006, dal 1998 è stato preside del dipartimento di storia antica. Dal 2008 è docente presso la Scuola di Studi Storici dell'Istituto di Studi Avanzati dell'Università di Princeton.

## Premi e riconoscimenti
- 2000: premio statale per la ricerca assegnato dallo Stato del Baden-Württemberg;
- 2001: Premio "Anneliese Maier" per la ricerca pura, assegnato dalla Fondazione Alexander von Humboldt[2] ;
- 2014: Comandante di Gran Croce dell'Ordine della Fenice.

## Opere
- War in the Hellenistic World: a Social and Cultural History, Oxford (Eng.),  Malden,  2005
- Die Verträge zwischen kretischen Poleis in der hellenistischen Zeit, Steiner, Stoccarda, 1996,
- Das antike Kreta, Beck, Monaco di Baviera, 2004
- From Minoan farmers to Roman traders : sidelights on the economy of ancient Crete, F. Steiner, Stoccarda, 1999
- Historie und Historiker in den griechischen Inschriften : epigraphische Beiträge zur griechischen Historiographie,  Steiner, Stuttgart, 1988, ISBN 3515049460
- Heidelberger Althistorische posts and Epigraphic Studies. Vol. 24, Steiner, Stoccarda, 1996